# Valentin Vladimirovich Ovechkin
Valentin Vladimirovich Ovechkin (tiếng Nga: Валентин Владимирович Овечкин) là một nhà văn, nhà viết kịch, nhà báo nổi tiếng Liên Xô.

## Tiểu sử và sự nghiệp
Valentin Ovechkin sinh ngày 9 tháng 6 năm 1904 tại Taganrog, gia nhập Đảng Cộng sản Liên Xô vào năm 1929. Ông từng hoạt động ở nông thôn hơn mười năm, từng được phân công giữ thư viện xã, rồi làm chủ nhiệm một hợp tác xã nông nghiệp trong thời gian khá lâu.
Truyện ngắn đầu tiên được xuất bản vào năm 1927. Đầu thập niên 30 thế kỷ XX, Ovechkin làm phóng viên tờ Chiếc búa và Sự thật nông trang. Tập Truyện ngắn nông trang xuất bản năm 1935 ngay lập tức khiến Ovechkin trở thành nhà văn được chú ý.
Trong những năm Chiến tranh Vệ quốc, Ovechkin làm cán bộ tuyên truyền ở một Trung đoàn, rồi làm phóng viên mặt trận. Tác phẩm Lời chào từ mặt trận ra đời năm 1945 là thành công của một nghệ sĩ đã trưởng thành.
Tiếp đó, hàng loạt truyện, ký - trong đó nổi bật là cuốn Chuyện thường ngày ở huyện - đã đưa Valentin Ovechkin lên vị trí hàng đầu trong các nhà văn Liên Xô lớp sau.
Ngoài truyện ngắn và truyện vừa, Valentin Ovechkin còn viết một số vở kịch, phần nhiều cũng về đề tài nông nghiệp.
Valentin Ovechkin mất ngày 27 tháng 1 năm 1968.

## Tác phẩm

### Văn xuôi
- Truyện ngắn nông trang (1935)
- Tập truyện ngắn (1939)
- Lời chào từ mặt trận (1945)
- Chuyện thường ngày ở huyện (1956)

### Kịch
- Mùa hè Ấn Độ (1947)
- Nastya Kolosova (1947)